# Marius Nacht

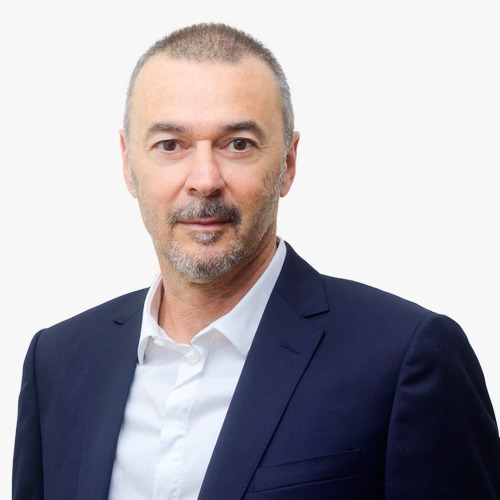
Marius Nacht (2018)

Marius Nacht (în ebraică מריוס נכט, n. 1962, România) este un om de afaceri israelian, evreu originar din România, inginer și specialist în securitatea calculatoarelor, unul din fondatorii companiei  Check Point și președintele ei.

## Biografie
Marius Nacht s-a născut în România și la 3 ani a emigrat cu familia în Israel. El a copilărit la Ashkelon. În 1983 Nacht a terminat cu magna cum laude licența în fizică și matematică la Universitatea Ebraică din Ierusalim în cadrul Programului Talpiot iar după aceea, în 1987  titlul de master în inginerie electronică și de sisteme de comunicații la Universitatea din Tel Aviv. El a servit în tinerețe în aviația militară și a lucrat ca director pentru dezvoltarea de programe la compania Optrotech (în prezent Orbotech), unde a fondat și secția de grafică computerizată. În anul 1990 a început să lucreze în această companie și Gil Schwed. În 1993 Nacht, Schwed si Shlomo Kramer au întemeiat compania Check Point, specializată în securitatea calculatoarelor, care a fost din primele care au dezvoltat programul Firewall. De la fondarea companiei, Nacht este membru în consiliul director al companiei Check Point,in anul 1999 a devenit vicepreședinte senior al companiei, din 2001 vicepresedinte al consiliului de direcție, iar din septembrie președintele consiliului.
În anul 2012 Nacht a înființat mișcarea „Uru” (Deșteptați-vă) care ulterior s-a unit cu alte grupuri de protest civil în mișcarea „Anu osim shinuy” (Noi facem schimbare)
În anul 2016 Nacht a vândut 5% din acțiunile Checkpoint în schimbul a 800 milioane de dolari, și a rămas numai cu 6.8% din acțiunile companiei. El investește și în alte companii de high tech. În 2016 a investit 100 milioane de dolari intr-un fond destinat promovării științelor biomedicale.
Marius Nacht, care locuiește la Tel Aviv, a fost căsătorit cu avocata Anat Agmon, fondatoarea asociației „Diada - rețea de centre pentru femei gravide”, și ei au patru copii. Soții au divorțat in anul 2011. S-a căsătorit ulterior cu avocata Inbar Afek. În clasamentul magazinului Forbes pe anul 2012 Nacht figura pe locul 11 pe lista oamenilor bogați din Israel.